# نادي إيرابواتو
نادي أتلتيكو إيرابواتو الرياضي هو نادٍ محترف لكرة القدم، يقع مقره في مدينة إيرابواتو بولاية غواناخواتو، المكسيك. يشارك النادي حاليًا في الدوري المكسيكي الممتاز.
يُعد نادي إيرابواتو من أعرق الأندية في تاريخ كرة القدم المكسيكية، إذ تأسس في عام 1911، وشارك في بداياته ضمن البطولات المحلية والإقليمية. شهد النادي أوج ازدهاره في خمسينيات وستينيات القرن العشرين، حيث صعد لأول مرة إلى دوري الدرجة الممتازة المكسيكي عام 1954. ورغم تعرضه للهبوط في عدة مناسبات، فإنه غالبًا ما كان يتمكن من العودة إلى دوري النخبة.
قضى نادي إيرابواتو فترات طويلة خلال مسيرته في دوري الدرجة الثانية المكسيكي، المعروف سابقًا باسم "الدوري المكسيكي الدرجة الأولى أ"  ولاحقًا باسم "أسينسو إم إكس". وبين عامي 2000 و2004، صعد الفريق لفترة قصيرة إلى دوري الدرجة الممتازة، ونجح في بلوغ الأدوار الإقصائية (التصفيات). وعلى الرغم من قضائه أكثر من 26 موسمًا في دوري النخبة، لم يتمكن الفريق من المنافسة الفعلية على اللقب. وفي عام 2004، هبط الفريق من الدرجة الأولى، ليس لأسباب رياضية، وإنما نتيجة مخالفات مالية.
شهد عام 2013 تراجعًا حادًا في مسيرة النادي، إذ هبط إلى دوري الدرجة الثالثة المكسيكية، المعروف آنذاك باسم "الدوري المكسيكي الممتاز للدرجة الأولى" وظل فيه لعام كامل.
وفي مايو 2014، عاد الفريق مؤقتًا إلى دوري "أسينسو إم إكس" عندما قرر نادي "بالييناس غاليانا" الانتقال إلى مدينة إيرابواتو وتغيير اسمه ليصبح "نادي إيرابواتو لكرة القدم". إلا أن هذا الفريق الجديد لم يحقق النجاح المرجو، وهبط بعد موسمين باهتين إلى دوري "ليغا بريميير"، وهو دوري الدرجة الثالثة، حيث يواصل اللعب حتى اليوم.

## تاريخ
يعود تاريخ نادي إيرابواتو إلى عام 1910، حين تأسس في مدينة إيرابواتو المكسيكية نادٍ رياضي تحت اسم كلوب موتشواليستا إيرابواتينسي، على يد بيدرو غارنو  ودييغو موسكيدا، الذي كان من الشخصيات البارزة في تطوير الرياضة بالمدينة. وقد أسس موسكيدا لاحقًا نادي لييون  في عشرينيات القرن العشرين، ليصبح لاحقًا من أبرز منافسي إيرابواتو.
في سنوات التأسيس الأولى، أُنشئت عدة أندية في ولاية غواناخواتو بهدف تنظيم دوري محلي لكرة القدم. ومن بين هذه الأندية: ديبورتيفو إيرابواتو ، وإنترناسيونال، ونادي مارتي ، ونادي إيسكو، ونادي ليون. وقد أُقيم أول دوري رسمي في عام 1925.
فاز نادي مارتي بالنسخة الأولى من البطولة، رغم أنها لم تُستكمل بسبب خلافات بين فريقي إيرابواتو وإيسكو. وفي عام 1928، بلغ نادي إيرابواتو المباراة النهائية، حيث واجه نادي ديبورتيفو إنترناسيونال. وكان الفريق بقيادة المدرب كورت لينك، وضم لاعبين من أبرزهم: الحارس أنطونيو أغيلار، والمدافع خوسيه نونيز، ولاعبو الوسط جوليان راميريز، فرانسيسكو بيلمان، وسلفادور سيلفا، إضافة إلى المهاجمين أنطونيو "إل غاتو" بالتازار، كريسوفورو خواريز، سيكوندينو ألفارادو، تيوفيلو، وخوان أغيليرا. فاز الفريق بالمباراة بنتيجة 1–0، ليُتوج بأول ألقابه الرسمية. وقد ارتدى الفريق حينها زيًا مكونًا من قميص أبيض، وسروال قصير أسود، وجوارب مطابقة.
أما النادي الذي يُعرف حاليًا باسم نادي أتلاتيكو إيرابواتو الرياضي، فقد تأسس رسميًا عام 1948. واجه في بداياته تحديات كبيرة للبقاء في المنافسة على مستوى الدوري. وخلال أواخر أربعينيات القرن العشرين، كانت هناك عدة فرق تمثل مدينة إيرابواتو. وفي عام 1948، تقرر دمج هذه الفرق في نادٍ واحد بهدف تعزيز التنافسية. وتمكّن النادي الموحّد من الانضمام إلى دوري الدرجة الثانية المكسيكي في عام 1949.
أشرف على هذا الاندماج شخصيتان رياضيتان بارزتان هما: أوسكار بونفيليو  وخيسوس فاكا غاونا ، وكلاهما سبق أن مثّل المكسيك في دورة الألعاب الأولمبية الصيفية 1928 في أمستردام. وبعد الاندماج، غيّر النادي اسمه إلى كلوب ديبورتيفو إيرابواتو إيه. سي. وهو الاسم الذي يعتبره الكثيرون تاريخ النشأة الرسمي للنادي الحالي.